# Cheryl Makarewicz
Cheryl Ann Makarewicz ist eine US-amerikanische Archäozoologin.

## Leben
Sie erwarb von 1995 bis 1999 den Abschluss als BA in Anthropologie an der Brandeis University und den PhD 2007 (Evolution of Foddering Practices in the Southern Levantine Pre-Pottery Neolithic). Sie war von 2000 bis 2007 Doktorandin in der Abteilung für Anthropologie der Harvard University und 2008–2010 Post-Doc am Archäologischen Zentrum der Stanford University. Seit 2010 lehrt sie als Professorin (W2) für Archäozoologie und Isotopenforschung an der Universität Kiel.

## Schriften (Auswahl)
- als Herausgeberin mit Meredith S. Chesson und John Coleman Darnell: Results of the 2001 Kerak Plateau early Bronze Age survey. Boston 2005, ISBN 0-89757-071-5.
- als Herausgeberin mit Alicia R. Ventresca Miller: Isotopic investigations of pastoralism in prehistory. Abingdon 2018, ISBN 978-1-138-30858-9.